# Philodromus rodecki
Philodromus rodecki este o specie de păianjeni din genul Philodromus, familia Philodromidae, descrisă de Willis J. Gertsch și Jellison, 1939. Conform Catalogue of Life specia Philodromus rodecki nu are subspecii cunoscute.